# علي شوهاد
علي شوهاد هو فنان و ممثل وشاعر مغربي يكتب ويغني بتشلحيت. 

## مساره
ولد علي شوهاد سنة 1965 في منطقة إيسافين إيبركاك في الأطلس بين مدينتي تارودانت وطاطا. نشأ وترعرع في عائلة من الشعراء وبدأ في كتابة الشعر منذ المراهقة.
أسس مجموعة إزماز في عام 1976 ثم مجموعة أرشاش عام 1979 مع شباب من منطقته.
شارك في عام 2019 مع فناني الأوركسترا الأمازيغية في العديد من المهرجانات في المغرب.

## أعماله
كتب علي شوهاد أغلبية أغاني مجموعة أرشاش  وذلك بإلهام من الشعر الأمازيغي الكلاسيكي. بعض أغانيه:
- ديوان اغبالو
- إكودار نسوس (مخازن سوس - ألبوم)
- أوينو تفليتي (تركتني)
- يان دار الزهر (المحظوظون)
- عاقل أوينو ماتسكرت (تذكر ما فع
- لته)

## مذكرات و مراجع
1. 1 2  Mediterraneans (بالفرنسية). Association Mediterraneans/Méditerranéens. 1999. Archived from the original on 2020-07-19. Retrieved 2020-07-18.
2. ↑  Usages de l'identité amazighe au Maroc (بالفرنسية). Impr. Najah el jadida. 2006. Archived from the original on 2020-07-19. Retrieved 2020-07-18. {{استشهاد بكتاب}}: الوسيط |الأول= يفتقد |الأخير= (help)
3. ↑  "En présence de 80 musiciens : Le premier orchestre philharmonique amazigh en concert à Agadir". Aujourd'hui le Maroc (بfr-FR). Archived from the original on 2020-01-12. Retrieved 2020-07-18.{{استشهاد ويب}}:  صيانة الاستشهاد: لغة غير مدعومة (link)
4. ↑  "80 موسيقيا يلتحمون في أول أوركسترا فيلارمونية أمازيغية". 2M. مؤرشف من الأصل في 2019-06-13. اطلع عليه بتاريخ 2020-07-19.
5. ↑  MATIN, LE. "Le Matin - Nouvel An amazigh : Derniers préparatifs pour l'avènement de 2969". Le Matin (بالفرنسية). Archived from the original on 2020-03-14. Retrieved 2020-07-19.
6. ↑  "La programmation Off de Timitar". Aujourd'hui le Maroc (بfr-FR). Archived from the original on 2017-08-19. Retrieved 2020-07-18.{{استشهاد ويب}}:  صيانة الاستشهاد: لغة غير مدعومة (link)